# Анненков, Владимир Егорович
Влади́мир Его́рович А́нненков (1795—1875) — русский генерал, Подольский и Владимирский губернатор.

## Биография
Родился 16 июля 1795 года, сын отставного гвардейского подпоручика Егора Ивановича Анненкова, происходил из дворян Курской губернии.
Образование получил в 1-м кадетском корпусе, в военную службу вступил 14 февраля 1812 года прапорщиком в армейскую пехоту. 12 июня 1813 года зачислен тем же чином в лейб-гвардии Преображенский полк. В рядах Преображенского полка Анненков принимал участие в Заграничном походе 1813 и 1814 годов.
29 марта 1825 года Анненков был произведён в полковники и переведён в лейб-гвардии Измайловский полк. В этом полку он командовал 3-м батальоном и в 1831 году сражался против восставших поляков, был награждён орденом св. Анны 2-й степени и польским знаком отличия за военное достоинство (Virtuti Militari) 3-й степени.
25 июня 1833 года Анненков был произведён в генерал-майоры и причислен к штабу 1-й гвардейской пехотной дивизии, затем был начальником резервной дивизии 5-го пехотного корпуса.
С 1847 года служил в Министерстве внутренних дел. В 1849 году назначен военным и гражданским губернатором Подольской губернии. 30 марта 1852 года произведён в генерал-лейтенанты и назначен на должность Владимирского гражданского губернатора.
14 июня 1856 года Анненков вышел в отставку, поселился под Санкт-Петербургом. Скончался 13 марта 1875 года в Царском Селе, похоронен там же на Казанском кладбище.
Среди прочих наград Анненков имел ордена:
- Орден Святого Владимира 4-й степени (1826 год)
- Орден Святой Анны 2-й степени (1831 год)
- Польский знак отличия за военное достоинство (Virtuti Militari) 3-й степени (1831 год)
- Орден Святого Георгия 4-й степени (3 декабря 1839 года, за беспорочную выслугу 25 лет в офицерских чинах, № 5917 по кавалерскому списку Григоровича — Степанова)
- Орден Святого Владимира 3-й степени (1841 год)
- Орден Святого Станислава 1-й степени (1845 год)